# Péter Lékó
Péter Lékó (* 8. září 1979) je maďarský šachový velmistr. Dle FIDE ELO, jenž mu činí 2707, je k říjnu 2015 42. nejlepší hráč světa a nejlepší maďarský šachista.
Velmistrem se stal již ve 14 letech roku 1994, což byl tehdy rekord.

## Zápasy o mistra světa
V roce 2002 vyhrál turnaj kandidátů PCA, kde v semifinále porazil 2,5:0,5 Alexeje Širova a ve finále 2,5:1,5 Veselina Topalova. Získal tak právo vyzvat uřadujícího mistra světa PCA Vladimíra Kramnika. Zápas se uskutečnil koncem roku 2004 ve Švýcarsku. V dramatickém zápase se Lékó ujal vedení, v poslední partii se ale podařilo Kramnikovi vyrovnat. Zápas tak skončil nerozhodně 7:7, čímž Kramnik titul obhájil.
V roce 2005 v Potrero de los Funes v provincii San Luis v Argentině absolvoval turnaj osmi hráčů o mistra světa FIDE. Skončil na 5. místě.
V roce 2007 se Lékó zúčastnil kandidátského turnaje, zvítězil (+3-0=1) nad Michailem Gurevičem a (+2-0=3) nad Jevgenijem Barejevem, čímž se kvalifikoval do turnaje v Mexico City o mistra světa 2007, jehož se účastnilo 8 hráčů. Zde skončil na 4. místě.

## Styl hry
Lékó je znám jako solidní poziční hráč, nad kterým je i pro nejlepší hráče velmi obtížné zvítězit. Mimo jiné je považován za velmi silného hráče v šachové koncovce.

## Výpis největších úspěchů
- 2008: 1. Dortmund (18.kategorie FIDE)
- 2006: 1. Moskva Talův Memoriál (20.kategorie FIDE)
- 2005: 1. Wijk aan Zee (19.kategorie FIDE)
- 2004: remíza v zápase o mistra světa PCA s Kramnikem (+2 -2 =10)
- 2004: 2. Linares (20.kategorie FIDE)
- 2004: 2. Wijk aan Zee (19.kategorie FIDE)
- 2003: 1. Linares (20.kategorie FIDE)
- 2002: 1. Kandidátský turnaj v Dortmundu, čímž získal právo vyzvat Kramnika
- 2002: 2. Essen (17.kategorie FIDE)
- 2001: 3. Dortmund (21.kategorie FIDE)
- 2000: porazil tehdy uřadujícího mistra světa FIDE Alexandra Chalifmana v Budapešti (+3 -0 =3)
- 1999: 1. Dortmund (19.kategorie FIDE)
- 1998: 2. Tilburg (18.kategorie FIDE)
- 1996: 1. Juniorský mistr světa v šachu do 16 let
- 1995: 3. Dortmund (17.kategorie FIDE)
- 1994: zisk titulu mezinárodního velmistra (14 let)
- 1992: zisk titulu mezinárodního mistra